# Prevretek
Prevretek ali dekokt je oblika zdravila, ki se pripravi s kuhanjem droge v vodi, običajno pol ure pri 90 °C. Še vroč se precedi. Ker se kot topilo uporablja voda, spada prevretek med vodne izvlečke. Prevretke pripravljamo iz delov zdravilnih rastlin čvrstejše strukture (les, skorja, korenine ...). Učinkovine, ki jih želimo izlužiti, morajo biti odporne na visoke temperature.
Navadno prelijemo drogo s hladno vodo in šele nato segrevamo. Čas kuhanja je odvisen od vrste droge. Večino čajev pripravimo kot prevretke.